# 王厈
王厈（1607年—1640年），字王屋，號玉錨，河南開封府蘭陽縣人，明末政治人物。

## 生平
天啟元年（1621年）辛酉科河南乡试舉人，崇祯四年（1631年）辛未科进士。刑部观政，五年（1632年）授山东滋阳县知县，六月视事，上任二十日，因鞭打鲁王府宗室，被鲁王和御史弹劾，革职下狱，遣戍睢州卫。崇祯十三年上疏自辯，不久去世，年三十四。爱好戏曲，曾经亲自扮演旦角，登场唱戏，下台后对客人自称“奴家王厈”。现有《王王屋遗稿》二卷存世。